# Igarashi Seiichi
Seiichi Igarashi (sinh ngày 5 tháng 6 năm 1972) là một cầu thủ bóng đá người Nhật Bản.

## Sự nghiệp câu lạc bộ
Seiichi Igarashi đã từng chơi cho Bellmare Hiratsuka.